# Драбско
Дра́бско — село в окрузі Брезно Банськобистрицького краю Словаччини. Станом на грудень 2015 року в селі проживало 210 людей.

## Населення
| Рік:            | 1994. | 2004.    | 2014.    | 2024.    |
| --------------- | ----- | -------- | -------- | -------- |
| Кількість осіб: | 274   | 246      | 209      | 156      |
| Різниця:        |       | -10,21 % | -15,04 % | -25,35 % |

| Рік:            | 2023. | 2024.   |
| --------------- | ----- | ------- |
| Кількість осіб: | 161   | 156     |
| Різниця:        |       | -3,10 % |